# Championnat de France masculin de handball 2008-2009
Navigation
Division 1 2007-2008 Division 1 2009-2010
Le Championnat de France masculin de handball 2008-2009 est la cinquante-septième édition de cette compétition et la vingt-quatrième édition depuis que la dénomination de Division 1 a été posée. Le championnat de Division 1 de handball est le plus haut niveau du championnat de France de ce sport. 
Le Montpellier Handball, tenant du titre, remporte son onzième titre de champion de France et devance une nouvelle fois le Chambéry Savoie Handball.
En bas du classement, le Paris Handball et le SC Sélestat, respectivement classés 13e et 14e, sont relégués en Division 2.

## Modalités
Quatorze clubs participent à la compétition. À la fin de la saison, le leader est désigné Champion de France, les deux premiers sont qualifiés pour la ligue des champions et le 3e ainsi que le vainqueur de la coupe de la Ligue se qualifient pour la Coupe de l'EHF.
Les équipes classées 13e et 14e à l'issue de la saison, descendent en Division 2. Elles sont remplacées par les deux meilleurs clubs de cette même division.

## Clubs du championnat
| \| Chambéry Nîmes Toulouse Montpellier Dunkerque Paris Créteil Istres Saint-Raphaël Ivry-sur-Seine Nantes Aurillac Tremblay-en-France Sélestat \| Équipes de la Division 1 2008-2009 |
| Chambéry Nîmes Toulouse Montpellier Dunkerque Paris Créteil Istres Saint-Raphaël Ivry-sur-Seine Nantes Aurillac Tremblay-en-France Sélestat                                          |

| Club                 | Salle                                                          | Capacité    |
| -------------------- | -------------------------------------------------------------- | ----------- |
| Chambéry SH          | Le Phare                                                       | 4 423       |
| USAM Nîmes Gard      | Le Parnasse                                                    | 4 191       |
| Paris Handball       | Stade Pierre-de-Coubertin                                      | 4 106       |
| Toulouse Handball    | Palais des sports André-Brouat                                 | 3 751       |
| Montpellier Handball | Palais des sports René-Bougnol                                 | 3 000       |
| US Créteil           | Palais des sports Robert-Oubron                                | 2 398       |
| Dunkerque HB         | Salle Dewerdt                                                  | 2 400       |
| Istres OPH           | Halle polyvalente                                              | 2 000       |
| Saint-Raphaël VHB    | Palais des sports intercommunal                                | 2 000       |
| US Ivry              | Gymnase Auguste-Delaune                                        | 1 500       |
| HBC Nantes           | Complexe sportif Mangin-Beaulieu Palais des sports de Beaulieu | 2 000 5 000 |
| SC Sélestat          | Cosec Eugène Griesmar                                          | 1 200       |
| Tremblay-en-France   | Palais des sports de Tremblay-en-France                        | 1 200       |
| Aurillac HBCA        | Gymnase de Peyrolles                                           | 1 100       |

## La saison

### Classement
|    | Équipe                       | Pts | J  | G  | N | P  | Bp  | Bc  | Diff |
| -- | ---------------------------- | --- | -- | -- | - | -- | --- | --- | ---- |
| 1  | Montpellier Handball (T) (C) | 48  | 26 | 24 | 0 | 2  | 824 | 647 | 177  |
| 2  | Chambéry SH                  | 41  | 26 | 19 | 3 | 4  | 819 | 718 | 101  |
| 3  | Tremblay-en-France           | 37  | 26 | 18 | 1 | 7  | 761 | 714 | 47   |
| 4  | Dunkerque HB                 | 31  | 26 | 15 | 1 | 10 | 707 | 673 | 34   |
| 5  | US Ivry                      | 30  | 26 | 13 | 4 | 9  | 719 | 709 | 10   |
| 6  | Saint-Raphaël Var HB         | 25  | 26 | 12 | 1 | 13 | 690 | 704 | -14  |
| 7  | US Créteil                   | 24  | 26 | 10 | 4 | 12 | 661 | 711 | -50  |
| 8  | Istres OPH (L)               | 23  | 26 | 10 | 3 | 13 | 687 | 703 | -16  |
| 9  | USAM Nîmes Gard              | 21  | 26 | 9  | 3 | 14 | 670 | 678 | -8   |
| 10 | Aurillac HB CA (P)           | 21  | 26 | 10 | 1 | 15 | 694 | 730 | -36  |
| 11 | Toulouse Handball            | 20  | 26 | 10 | 0 | 16 | 716 | 751 | -35  |
| 12 | HBC Nantes (P)               | 19  | 26 | 8  | 3 | 15 | 683 | 734 | -51  |
| 13 | Paris Handball               | 17  | 26 | 7  | 3 | 16 | 690 | 741 | -51  |
| 14 | SC Sélestat                  | 7   | 26 | 3  | 1 | 22 | 688 | 796 | -108 |

|     | Qualification pour la Ligue des champions                    |
|     | Qualification pour la Coupe d'Europe des vainqueurs de coupe |
|     | Qualification pour la Coupe de l'EHF                         |
|     | Relégation en Division 2                                     |
| (T) | Tenant du titre 2008                                         |
| (P) | Promu de Division 2                                          |
| (C) | Vainqueur Coupe de France                                    |
| (L) | Vainqueur de la Coupe de la Ligue                            |

### Résultats
| Résultats (dom.\ext.)                                      | AUR   | CHA   | CRÉ   | DUN   | IST   | IVR   | MON   | NAN   | NÎM   | PAR   | SAI   | SÉL   | TOU   | TRE   |
| Aurillac Handball                                          |       | 30-34 | 25-30 | 26-35 | 25-24 | 29-24 | 24-35 | 28-29 | 25-20 | 28-27 | 25-17 | 34-29 | 30-26 | 22-32 |
| Chambéry SH                                                | 36-25 |       | 32-24 | 32-22 | 28-27 | 34-27 | 32-29 | 38-25 | 28-21 | 34-28 | 37-24 | 28-26 | 30-22 | 35-32 |
| US Créteil                                                 | 24-26 | 24-34 |       | 23-29 | 25-25 | 21-27 | 25-34 | 31-22 | 23-23 | 26-26 | 24-23 | 31-29 | 30-28 | 31-28 |
| Dunkerque HB                                               | 28-24 | 34-34 | 29-23 |       | 23-20 | 28-21 | 23-29 | 34-27 | 27-23 | 31-22 | 30-31 | 32-25 | 33-30 | 20-21 |
| Istres OPH                                                 | 27-26 | 29-31 | 29-20 | 25-23 |       | 28-33 | 25-30 | 31-31 | 28-26 | 28-24 | 29-23 | 31-20 | 30-27 | 23-33 |
| US Ivry                                                    | 29-25 | 31-31 | 31-25 | 27-24 | 28-20 |       | 30-33 | 24-24 | 28-27 | 30-25 | 27-24 | 31-25 | 25-26 | 24-24 |
| Montpellier HB                                             | 35-27 | 32-27 | 27-25 | 29-27 | 35-20 | 33-24 |       | 36-27 | 37-28 | 36-29 | 30-26 | 34-22 | 30-25 | 27-29 |
| HBC Nantes                                                 | 23-22 | 25-26 | 20-22 | 18-22 | 27-21 | 31-32 | 17-29 |       | 25-26 | 25-25 | 25-26 | 32-29 | 28-22 | 28-29 |
| USAM Nîmes Gard                                            | 24-24 | 25-25 | 25-12 | 31-27 | 31-24 | 27-28 | 22-26 | 34-37 |       | 30-24 | 19-20 | 30-28 | 26-21 | 30-28 |
| Paris Handball                                             | 31-28 | 26-33 | 22-23 | 24-29 | 27-27 | 32-31 | 18-32 | 25-27 | 30-26 |       | 23-20 | 32-29 | 30-31 | 24-25 |
| Saint-Raphaël Var HB                                       | 33-26 | 36-29 | 27-27 | 18-23 | 25-32 | 29-23 | 20-27 | 33-23 | 25-24 | 36-35 |       | 33-25 | 29-25 | 24-25 |
| SC Sélestat                                                | 26-36 | 33-34 | 27-29 | 21-23 | 26-33 | 31-31 | 21-32 | 27-31 | 21-25 | 24-27 | 23-28 |       | 25-23 | 33-30 |
| Toulouse Handball                                          | 18-25 | 30-28 | 32-35 | 34-25 | 31-27 | 27-30 | 22-33 | 32-29 | 24-23 | 26-27 | 37-31 | 32-35 |       | 35-28 |
| Tremblay-en-France                                         | 33-31 | 31-29 | 31-28 | 34-26 | 25-24 | 26-23 | 31-33 | 30-27 | 33-24 | 28-27 | 31-29 | 34-27 | 29-30 |       |
| - Victoire à domicile - Match nul - Victoire à l'extérieur |       |       |       |       |       |       |       |       |       |       |       |       |       |       |

### Champion de France 2008-2009
| Champion de France de handball 2008-2009 Montpellier Handball 11e victoire |

L'effectif du Montpellier Handball est :
- Joël Abati (ARG/ALG)
- William Accambray (ARG)
- Pierre Andry (GDB)
- Mladen Bojinović (DC)
- Cédric Burdet (ARD)
- Adrien Dipanda (ARD)
- Jordan François-Marie (ARG)
- Michaël Guigou (ALG/DC)
- Wissem Hmam (ARG/DEF)
- Samuel Honrubia (ALG)
- David Juříček (PVT)
- Luka Karabatic (PVT)
- Daouda Karaboué (GDB)
- Heykel Megannem (DC)
- Alexandre Pongérard (ARG)
- Rémi Salou (PVT)
- Jan Sobol (ALD)
- Nebojša Stojinović (GDB)
- Issam Tej (PVT)
- Alexandre Tomas (ALD)
- Loïc Van Cauwenberghe (PVT)

- Entraîneur :  Patrice Canayer

## Statistiques et récompenses

### Meilleurs joueurs
À l'issue de ce championnat, les récompenses suivantes ont été décernées aux Trophées du hand 2009 :
- Meilleur joueur : Daniel Narcisse (Chambéry SH)
- Meilleur entraîneur : Stéphane Imbratta (Tremblay-en-France Handball)
- Meilleur défenseur : Cédric Sorhaindo (Paris Handball)
- Meilleur gardien : Daouda Karaboué (Montpellier Handball)
- Meilleur ailier gauche : Michaël Guigou (Montpellier Handball)
- Meilleur arrière gauche : Daniel Narcisse (Chambéry SH)
- Meilleur demi-centre : Rastko Stefanovič (Tremblay-en-France Handball)
- Meilleur pivot : Cédric Sorhaindo (Paris Handball)
- Meilleur arrière droit : Sébastien Bosquet (US Dunkerque Handball)
- Meilleur ailier droit : Mohamadi Loutoufi (Istres OPH)

### Élection du meilleur joueur du mois
| Mois      | Joueur               | Club                 |
| --------- | -------------------- | -------------------- |
| Septembre | William Annotel      | USAM Nîmes Gard      |
| Octobre   | Sébastien Bosquet    | US Dunkerque HGL     |
| Novembre  | Raphaël Caucheteux   | Saint-Raphaël VHB    |
| Décembre  | Anouar Ayed          | Toulouse Handball    |
| Février   | Pierre Montorier     | Aurillac HCA         |
| Mars      | William Accambray    | Montpellier Handball |
| Avril     | Ragnar Þór Óskarsson | US Dunkerque HGL     |
| Mai       | Malik Boubaiou       | USAM Nîmes Gard      |

### Meilleurs buteurs
En inscrivant 4 buts lors du dernier match de la saison de Toulouse face à Tremblay, le Tunisien Anouar Ayed a doublé in extremis Guillaume Saurina pour terminer en tête du classement des buteurs. En inscrivant 166 buts (dont 61 penalties) en 24 sorties pour une moyenne de 6,9, il devance donc d'une unité le joueur de l'USAM Nîmes Gard, profitant notamment de la blessure de Saurina en fin de saison.
À l'issue de la saison, les meilleurs buteurs de la saison sont :
| #  | Joueur               | Club              | Buts / Tirs | % Tir  | MJ | BPM  | 7m      |
| -- | -------------------- | ----------------- | ----------- | ------ | -- | ---- | ------- |
| 1  | Anouar Ayed          | Toulouse Handball | 166 / 188   | 88,3 % | 24 | 6,92 | 61 / 64 |
| 2  | Guillaume Saurina    | USAM Nîmes Gard   | 165 / 218   | 75,7 % | 23 | 7,17 | 43 / 46 |
| 3  | Sébastien Bosquet    | Dunkerque HGL     | 136 / 189   | 72,0 % | 25 | 5,44 | 15 / 17 |
| 4  | Raphaël Caucheteux   | Saint-Raphaël VHB | 123 / 134   | 91,8 % | 26 | 4,73 | 58 / 61 |
| 5  | Damien Waeghe        | US Créteil        | 123 / 172   | 71,5 % | 26 | 4,73 | 28 / 32 |
| 6  | Daniel Narcisse      | Chambéry SH       | 121 / 149   | 81,2 % | 26 | 4,65 | 3/3     |
| 7  | Aurélien Abily       | Aurillac HCA      | 121 / 183   | 66,1 % | 24 | 5,04 | 0 / 0   |
| 8  | Cédric Sorhaindo     | Paris Handball    | 118 / 133   | 88,7 % | 26 | 4,54 | 0 / 0   |
| 9  | Ragnar Þór Óskarsson | Dunkerque HGL     | 118 / 152   | 77,6 % | 24 | 4,92 | 41 / 45 |
| 10 | Olivier Marroux      | US Ivry           | 114 / 126   | 90,5 % | 25 | 4,56 | 22 / 23 |

### Meilleurs gardiens
À l'issue de la saison, les meilleurs gardiens de buts de la saison sont :
| #  | Joueur                 | Club                     | Arrêts / Tirs | %      | MJ | APM   | 7 m     |
| -- | ---------------------- | ------------------------ | ------------- | ------ | -- | ----- | ------- |
| 1  | Fabien Arriubergé      | Toulouse Handball        | 290 / 853     | 34,0 % | 26 | 11,15 | 26 / 75 |
| 2  | Marouène Maggaiez      | HBC Nantes               | 274 / 807     | 34,0 % | 26 | 10,54 | 17 / 77 |
| 3  | Radek Motlik           | SC Sélestat              | 272 / 903     | 30,1 % | 26 | 10,46 | 15 / 81 |
| 4  | François-Xavier Chapon | US Ivry                  | 266 / 821     | 32,4 % | 26 | 10,23 | 28 / 82 |
| 5  | William Annotel        | USAM Nîmes Gard          | 244 / 669     | 36,5 % | 24 | 10,17 | 13 / 56 |
| 6  | Vincent Gérard         | Istres Ouest Provence HB | 242 / 703     | 34,4 % | 26 | 9,31  | 9 / 63  |
| 7  | Slaviša Đukanović      | Saint-Raphaël VHB        | 231 / 615     | 37,6 % | 26 | 8,88  | 23 / 83 |
| 8  | Yann Genty             | Aurillac HCA             | 223 / 606     | 36,8 % | 23 | 9,7   | 7 / 30  |
| 9  | Cyril Dumoulin         | Chambéry Savoie HB       | 220 / 608     | 36,2 % | 26 | 8,46  | 17 / 64 |
| 10 | Daouda Karaboué        | Montpellier Handball     | 212 / 553     | 38,3 % | 24 | 8,83  | 9 / 36  |